# ヨーロッパタナゴ
ヨーロッパタナゴ（英: Bitterling、学名 : Rhodeus amarus syn.:R. sericeus amarus ）は、コイ科のタナゴ亜科に属する淡水魚の一種。

## 分布
ヨーロッパ原産で、フランスのローヌ川流域からロシアのネヴァ川にかけて分布する。1782年にドイツの魚類学者マルクス・E・ブロッホによってコイ属の Cyprinus amarus の学名で原記載され、次いで科学誌にシベリアの近縁種ノコタナゴ Rhodeus sericeus の亜種 R. s. amarus として紹介された。両者は長らく亜種の関係にあるとして扱われてきたが、近年の分類体系見直しによってそれぞれ別種として区別された。以後、本種の学名は R. amarus となっている。
ヨーロッパに生息するタナゴ亜科魚類は本種のみであり、現地ではビターリング（Bitterling＝タナゴ）の名で知られる。しばしば科学的な文献等においても単にビターリングと表記されるが、これはかつて本種がノコタナゴの亜種とされていた頃の名残で、専門的には誤りである。ビターリングの呼称はタナゴ亜科魚類のどの種に対しても使われるため、これに起因する齟齬を生じるケースがあり留意が必要である。日本のタナゴ Acheilognathus melanogaster においても同様の問題がある。

## 生態
全長は最大10 センチメートルに達する。砂礫底や泥質底で植生が繁茂する浅瀬にみられる。植物食性が強いが、甲殻類や昆虫幼虫などの小動物も食べる。
成魚は、流れがないか緩やかで清浄な水中の泥質底で産卵する。メスは淡水二枚貝の中に卵を産みつけ、オスが貝の入水管の水流中に放精して卵は受精する。孵化した仔魚は貝体内にとどまって保護され、1か月ほどで稚魚が貝から泳ぎ出る。
1年で全長30-35 ミリメートルとなりオスメスとも性成熟に達する。
腹腔内にウオノエ科甲殻類の1種であるIchthyoxenus amurensisが寄生する場合がある。

## 人間との関係
本種はかつて人間の妊娠検査に利用された。被験女性の尿をメスの標本に注射すると、妊娠している場合は尿中のホルモンが産卵管を伸長させる。一般に食用や漁業対象にはならないが、観賞魚として商業流通する場合がある。なお、本種が天然分布しないイギリスでは無許可で飼育や放流を行うことが法により禁じられている。

## 近縁種

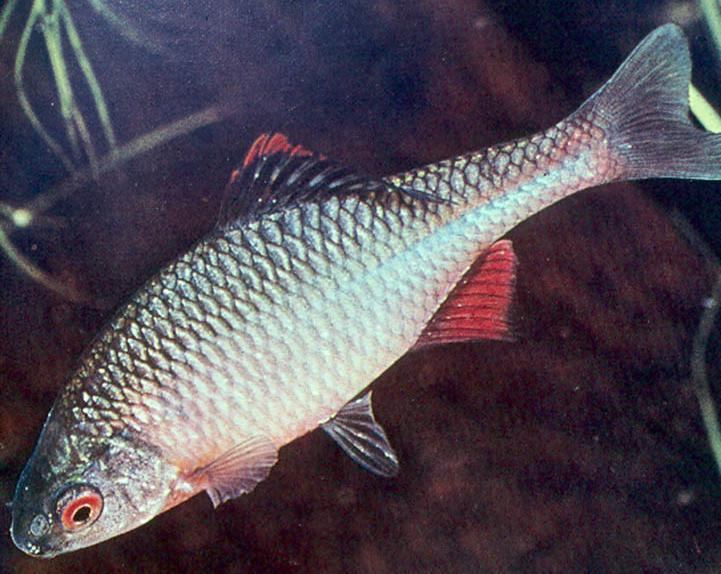
Rhodeus sericeus

Rhodeus sericeus (Pallas, 1776)
syn.:R. s. sericeus 英：Amur Bitterling。ユーラシア大陸各地に遠隔分布し、R. amarus とともに単にビターリングとして知られる。戦前日本の統治下であった樺太や朝鮮半島に生息していたため、ノコタナゴの和名が付けられている。全長は最大11 センチメートル。タナゴ類としては珍しくpH5.8-6.3と弱酸性の水質を好む。植物食の強い雑食で、繁殖期は4-6月。
- LOWER RISK - Least Concern (IUCN Red List Ver. 2.3 (1994))

R. pseudosericeus Arai, Jeon and Ueda, 2001
朝鮮半島の南漢江流域に分布。朝鮮語名は한강납줄개（漢江タナゴ）である。2001年に新種記載され、日本ではニセヨーロッパタナゴと呼ばれる。全長6 センチメートル。

## 参照
1. ↑  Rhodeus amarus :IUCN Red List of Threatened Species Freyhof, J. and Kottelat, M. 2008
2. 1 2 3 4 5  Rhodeus amarus :FishBase Ed. Ranier Froese and Daniel Pauly. February 2007
3. ↑  Tarkan, Ali Serhan; Özcan Gaygusuz, Çiğdem Gürsoy,Hasan Acıpınar (2005). “Life History Pattern of a Eurasian Cyprinid, Rhodeus amarus, in a Large Drinking-Water System (Ömerli Dam Lake-Istanbul, Turkey)” (PDF). J. Black Sea/Mediterranean Envirenment 11:  205–224 2007年5月26日閲覧。.
4. ↑  Yamano, H., Yamauchi, T. and Hosoya, K. (2011) A new host record of Ichthyoxenus amurensis (Crustacea: Isopoda: Cymothoidae) from Amur bitterling Rhodeus sericeus (Cypriniformes: Cyprinidae). Limnology, 12(1): 103-106.https://link.springer.com/article/10.1007/s10201-010-0325-1
5. ↑  玉貫光一『樺太博物誌』弘文堂書房、1944年。
6. ↑  岡田弥一郎『A catalogue of vertebrates of Japan』丸善、1938年。
7. ↑  Rhodeus sericeus :FishBase. Bogutskaya, N.G. and A.M. Komlev. 2001
8. ↑  Rhodeus sericeus :IUCN Red List of Threatened Species. World Conservation Monitoring Centre. 1996
9. ↑  Rhodeus pseudosericeus :FishBase. Arai, R., S.-R. Jeon and T. Ueda. 2001